# エバネッセント場

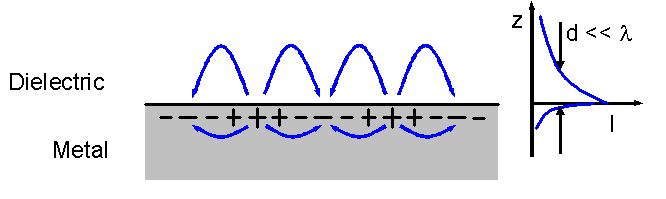
金属誘電体の表面を伝搬するエバネッセント波の概略図。電荷密度振動は、表面プラズモンポラリトン波と呼ばれる。電磁場強度は表面からの距離と指数関数型の依存性を示す（右図）。この波は可視光によって効率的に励起する。

エバネッセント場（エバネッセントば、英: evanescent field）とは、電磁波（光）が特定の条件下において金属など反射性の媒質内部に誘起する電磁場の変動をいう。エバネッセント場から放出（反射）される電磁波はエバネッセント波やエバネッセント光、近接場光と呼ばれる。
屈折率の高い媒質から低い媒質に電磁波が入射する場合、入射角をある臨界角以上にすると電磁波は全反射するが、その際には波数の（境界面に対する）垂直成分が虚数になっている為に、{\displaystyle 1}波長程度まで低媒質側の内部に電磁波が浸透することになる。
エバネッセント波は反射した物体の表面近傍の状態を観測できる為に近年注目を集めている。ひとつには屈折とは異なる物理現象である為に、波長よりも短い構造を反映することができ波長による回折限界を超えた分解能での観測が可能になる。この原理を応用した観測装置として、フォトン走査型近接場光顕微鏡が挙げられる。
あるいは、光が試料の表面内部に浸透するので、反射光を用いる赤外吸光分析の一種、減衰全反射(ATR)法などにも応用されている。
また、負の屈折率を持つメタマテリアルではエバネッセント場の強度が指数関数的に増大するため、境界面より離れた位置でもエバネッセント場による観測が可能となり、特に完全レンズにおいては無限の解像度が得られる。

## エバネッセント波の理論
z方向に進む{\displaystyle 3}次元空間における電磁波を考えたとき、マクスウェルの方程式および波動方程式により電場は次のように求まる。
{\displaystyle E({\boldsymbol {r}},t)=E\exp(ik_{x}x+ik_{y}y+ik_{z}z-i\omega t)}
この式のkx, ky, kzはそれぞれ各軸方向における波数ベクトルである。
この波数ベクトルにおいて、光（平面波）の分散関係より、
{\displaystyle \omega ^{2}/c^{2}=k_{x}^{2}+k_{y}^{2}+k_{z}^{2}}
が成り立つ。
{\displaystyle \omega ^{2}/c^{2}<k_{x}^{2}+k_{y}^{2}}
であれば、kzは
{\displaystyle k_{z}=\pm i{\sqrt {k_{x}^{2}+k_{y}^{2}-\omega ^{2}/c^{2}}}}
となる。先に挙げた電磁波の式に代入すると、複号が正のとき電場はzに対して指数関数的に減衰することがわかる。これをエバネッセント波と呼ぶ。

## エバネッセント波による超解像
なぜエバネッセント波が回折限界によらず高い解像度を実現できるのかを知るためには、まず回折限界について知る必要がある。まず、{\displaystyle 2}次元空間の{\displaystyle x}軸上に置かれた点光源を {\displaystyle 1=f(x)=\delta (x)} と置き、これが {\displaystyle y\longrightarrow \infty } の無限遠点にまで伝送されると考える。点光源を波数表記で表すと、
{\displaystyle \delta (x)={\frac {1}{2\pi }}\int \mathrm {d} k_{x}\exp(ik_{x}x)}
であるので、これをフーリエ変換すると、
{\displaystyle {\hat {f}}(k_{x})=1}
これは、一点に局在する光が全ての波数の情報を含んでいることを意味する。
しかし、エバネッセント波が伝送されない場合、波数表示では、{\displaystyle k_{c}={\omega /c}}と置くと、
{\displaystyle {\hat {f}}_{\mathrm {cut} }(k_{x})={\begin{cases}1&(|k_{x}|<k_{c})\\0&(|k_{x}|>k_{c})\end{cases}}}
これを、空間表示に戻すと、
{\displaystyle {\begin{aligned}f_{\mathrm {cut} }(k_{x})&={\frac {1}{2\pi }}\int _{-\infty }^{\infty }\mathrm {d} k_{x}{\hat {f}}_{\text{cut}}\exp(ik_{x}x)\\&={\frac {\sin(k_{c}x)}{\pi x}}\end{aligned}}}
この関数は、原点まわりに {\displaystyle 1=\lambda /2=\pi /k_{c}} 広がった関数となり、これにより、解像度が {\displaystyle d\approx \lambda /2} に 制限されることがわかる。エバネッセント波が正しく伝送されれば、これとは異なり高周波の波数の情報も含むことになり、超解像度が実現することになる。とくに、エバネッセント波が全て伝送されれば全ての波数の情報を含むため解像度は {\displaystyle \infty } になる。これが完全レンズである。
また、先のエバネッセント波の理論で述べた通り波数が大きければ大きいほど急速に減衰するという性質を持っている以上、その解像度には以下の制約が存在することがわかる。
{\displaystyle k\propto {\frac {1}{d}}\ln {\frac {1}{\delta }}}
kは認識可能な最大の波数、{\displaystyle d}は距離、{\displaystyle \delta }はセンサーの観測能力を指す。
この制約により、エバネッセント波で超解像度を実現する場合いかに対象に近づけるかが重要であることがわかる。
強力なレーザー光などを利用することで十分なエバネッセント波を確保するという方法もある。